# Нові Парзі
Нові Парзі́ (рос. Новые Парзи) — присілок в Глазовському районі Удмуртії, Росія.

## Населення
Населення — 45 осіб (2010; 41 в 2002).
Національний склад станом на 2002 рік:
- удмурти — 73 %

## Урбаноніми[3]
- вулиці — Бузкова, Соснова